# Železnorudský tunel
Železnorudský tunel je železniční tunel č. 5 na katastrálním území Železná Ruda na železniční trati Plzeň – Klatovy – Železná Ruda v km 3,611–3,809 mezi zastávkami Železná Ruda centrum a Železná Ruda město.

## Historie
Licenci pro výstavbu a provoz trati získala soukromá obchodní společnost Plzeňsko-březenská dráha založená v roce 1872. Výstavba železnice, kterou prováděla stavební firma Adalbert Lanna, byla zahájena v roce 1871. Výstavbou byl pověřen Karl Pascher von Osserburg. V úseku mezi Nýrskem a Železnou Rudou byla trať kvůli složitým geologickým podmínkám a členitému horskému terénu s velkým stoupáním přesunuta nebo pozměněna. Provoz na tomto úseku byl zahájen 20. října 1877. V horském úseku byly proraženy tři tunely, Milenecký, Špičácký a Železnorudský.

## Geologie a geomorfologie
Tunel se nachází v geomorfologické oblasti Šumavská hornatina, v celku Šumava s podcelkem Železnorudská hornatina s okrskem Debrnická hornatina.
Geologické podloží v této oblasti tvoří biotitické pararuly, moldanubika a granodiority.
Tunel o délce 198 m leží v nadmořské výšce 785 m.

## Popis
Jednokolejný tunel, původně dvojkolejný, je na trati Plzeň – Klatovy – Železná Ruda mezi zastávkami Železná Ruda centrum a Železná Ruda město. Byl proražen v jižním výběžku Pancířského hřbetu.